# Thomson Viper
De Thomson Viper Filmstream is een professionele digitale videocamera die een zeer hoge kwaliteit biedt, in sommige opzichten vergelijkbaar met die van een 35mm filmcamera. Inmiddels zijn er van allerlei merken nieuwere camera's die beter presteren. Deze camera kan direct ('Raw') van de drie CCD's met 9,2 miljoen pixels data afnemen (RGB 4:4:4 10-bit output)
Het is mogelijk om in verschillende kwaliteiten op te nemen:
- 720p @ 23.98, 24, 25, 29.97, 50, en 59.94 frames per seconde (fps)
- 1080i @ 50 en 59.94 Hz fps
- 1080p @ 23.98-, 24-, 25-, en 29.97 fps

De sensor heeft een grootte van 2/3 inch waardoor het niet de kleine scherptediepte van een 35mm sensor kan behalen. Dit in tegenstelling tot de Sony F-35, de Red One of de Arri Alexa.
Andere hoogwaardige digitale videocamera's zijn:
- F-23 Sony CineAlta
- GS Vitec noX
- Silicon Imaging SI-2K
- Vision Research PhantomHD

In ontwikkeling
- Colorspace True35
- Sony F23
- Drake camera